# Wienerschnitzel

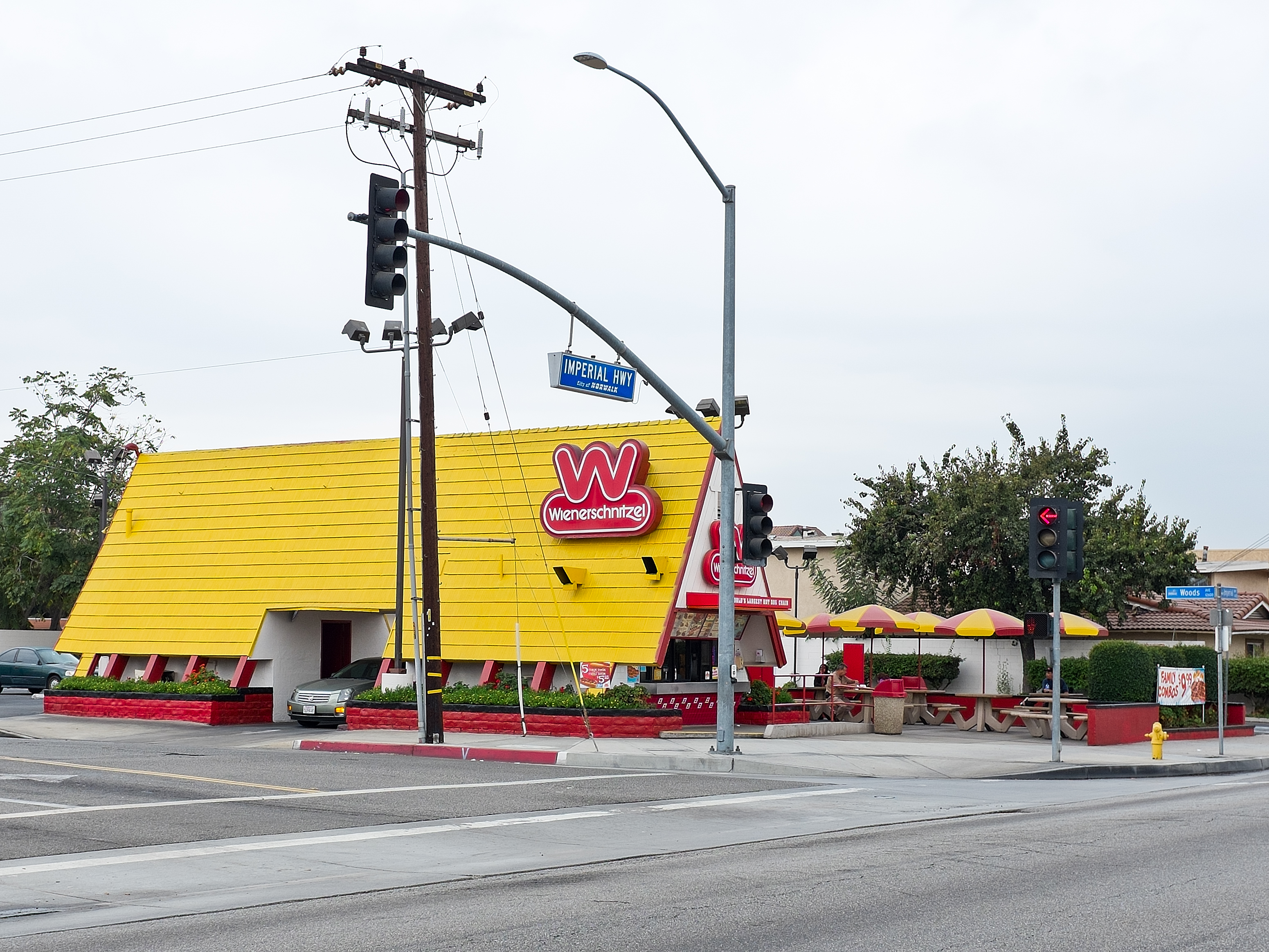
Restaurant in Norwalk, Kalifornien

Wienerschnitzel ist eine US-amerikanische Schnellrestaurantkette, die auf Hotdogs spezialisiert ist. In dieser Nische ist sie der Marktführer in den USA. Das Unternehmen fing im Jahre 1961 in Los Angeles mit einem einzigen Hot-Dog-Stand an und umfasst heute etwa 300 Restaurants in mehr als zehn Bundesstaaten. In den Restaurants der Kette werden keine Wiener Schnitzel verkauft. Der ursprüngliche Name lautete Der Wienerschnitzel, wurde aber 1977 in den heutigen Namen geändert.
Die Firma ist Hauptsponsor der Wiener Nationals, der nationalen Dackelrennwettbewerbe der USA. Als solcher wird die Kette thematisiert in den Filmkomödien Wiener Dog Nationals von 2013 und Wiener Dog Internationals von 2014.